# Mèsia

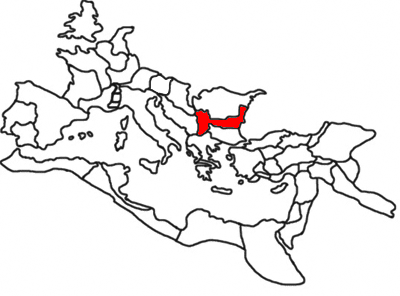
Mèsia dins del conjunt de l'Imperi Romà

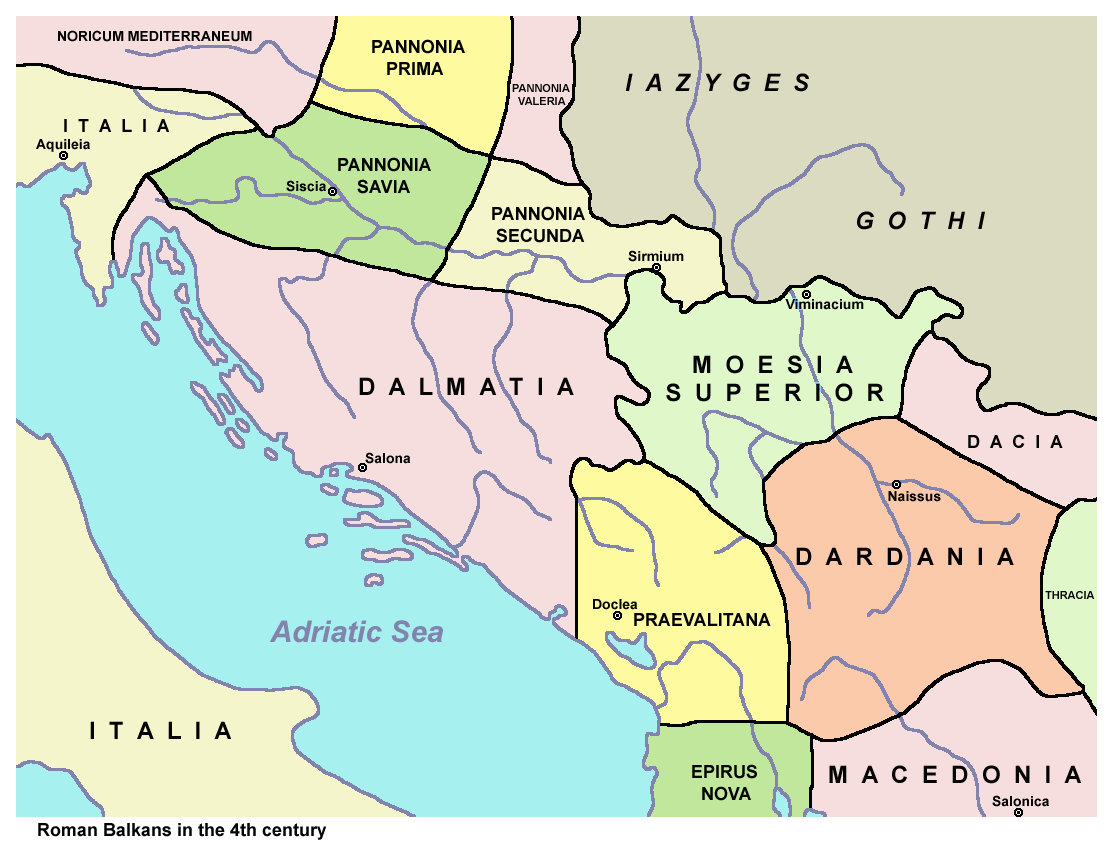
Els Balcans romans al segle IV

Mèsia (grec antic: Μυσία o Μυσία ἡ ἐν Εὐρώπῃ, llatí: Moesia) fou una província romana situada als Balcans. Tenia al sud Tràcia, separada per les muntanyes de l'Hemos, i Macedònia, separada per les muntanyes de l'Orbelos i l'Escordos; a l'oest tenia Il·líria i Pannònia, separada pels rius Drina i Sava; i al nord el Danubi, que la separava de Dàcia. Tenia a l'est la mar Negra (Euxí). Estrabó diu que originalment estava habitada pels tracis, ancestres dels misis d'Àsia. Hi havia les ciutats d'Egeta, Horreum Margi, Lederata, Màrgum, Singidúnum, Taurèsium i Trosmis.
Era poblada per dàrdans, celègers, tribal·lis, timacs; mesis, al centre; tracis, a l'est i sud-est; escites, a la part nord-est; tricornesos, a la frontera amb Dalmàcia; piarensis, pincensis i troglodites; peucins a la boca del Danubi, escordiscs entre la Dardània i Dalmàcia, i obulensis.

## Història
El 277 aC els gals van entrar al país i s'hi van establir després a la mort de Brennus; aquesta tribu era coneguda amb el nom d'escordiscs.
Els romans van entrar al país el 75 aC amb Gai Escriboni Curió, el procònsol de la província romana de Macedònia i van arribar al Danubi, derrotant els habitants locals tracis i gals. La seva dominació permanent fou segurament obra de Marc Licini Cras, net del triumvir, que fou procònsol de Macedònia el 29 aC. L'any 6 Cassi Dió ja esmenta Aulus Cecina Sever com a governador de Mèsia i el 14 Tàcit parla d'un llegat de Mèsia. Segurament fou constituïda en província sota el regnat d'August, però Apià diu que fou declarada província per Tiberi.
En el regnat de Tiberi el territori fou saquejat per dacis i sàrmates aprofitant que no tenia guarnició. Generalment una legió romana fou estacionada al país. Es van construir fortificacions a tota la part sud del Danubi i una muralla es va construir entre Axiòpolis i Tomis, com a defensa contra sàrmates i escites que vivien al delta del Danubi.
Mèsia fou originalment una sola província, però sota Trajà es va dividir en dues províncies governades per un llegat consular i separades pel riu Cebrus.
- Moesia Superior (Mèsia Superior), a l'oest.
- Moesia Inferior (Mèsia Inferior), a l'est.

Trajà va fundar les colònies de Raciària i Escos, i Gordià III va establir la de Viminàcium. Hadrià va visitar la província i es van fer jocs en honor seu a Pincum.
Cniva, el rei dels gots va fer una campanya militar a Dàcia i Mèsia el 250, derrotant els romans a les batalles de Filipòpolis i Abritus on l'emperador Deci fou derrotat i mort el 251. El seu successor Trebonià Gal va obtenir la retirada a canvi de diners. Quan Lluci Domici Aurelià va entregar la Dàcia als gots i es va retirar, els colons que van sortir d'allí els va establir al centre de Mèsia i va fundar l'establiment de Dàcia Aureliana, que esdevingué província de Dàcia. El 395 els gots, pressionats pels huns, van demanar permís a Roma per travessar el Danubi i establir-se a Mèsia, petició que Valent va acceptar. Aviat, però, els gots i els romans es van enfrontar i l'emperador va morir a la lluita durant la batalla d'Adrianòpolis (378). Els gots que van restar a la província foren anomenats mesogots. Fou estant aquí entre els gots que Úlfila va traduir les Escriptures al gòtic (meitat del segle iv).
Al segle vii les províncies van caure en mans dels eslaus i protobúlgars.